# آرتور کی
آرتور کی (انگلیسی: Arthur Kaye; ۹ مهٔ ۱۹۳۳ – ۱۲ اکتبر ۲۰۰۳) بازیکن فوتبال اهل بریتانیا بود.
از باشگاه‌هایی که در آن بازی کرده‌است می‌توان به باشگاه فوتبال بارنزلی، باشگاه فوتبال میدلزبرو، باشگاه فوتبال کولچستر یونایتد، و باشگاه فوتبال بلکپول اشاره کرد.